# Политичка моћ
Моћ је способност појединца или групе да остварује своје интересе и захтеве, чак и ако им се други противе. То понекад значи и примену силе. Појединац располаже својом индивидуалном моћи, а да тога није ни свестан (у породици, школи, послу и сл.). У политичком смислу на изборима путем гласања или припадања некој политичкој странци, групи за притисак и другим. 
У економском смислу моћ је располагање одређеним капиталом, знањем или имовином. Разноврсни су облици и извори моћи. Њена природа је у самој човековој неједнакости и различитој способности и позицији коју јединка има. Моћ је социјалне, политичке и економске природе. Моћ је друштвена категорија. Друштвена моћ се појављује и испољава у институционалном облику у односу према појединцима (влада). Привредно-економска моћ условљена је елементарном чињеницом (како каже Макс Вебер), да располагање материјалним добрима, богатством и власништвом, на тржишту где људи конкуришу једни другима, ствара специфичке животне погодности за стицање или губитак богатства, запослења или власништва. Економска моћ је неретко условљена временом и уско везана са политичком моћи и тешко се може утврдити који је извор доминантнији и који је интерес преовлађујући: да ли је то заштита економских интереса или остваривање политичких циљева? 
Политичка моћ је увек институционализована моћ којом располаже одређена група, странка или сама држава. Политичке странке су генератори, али и носиоци политичке моћи. Оне су модерни колективни владари који своје постојање дугују чврстој организацији власти за коју се боре демократским средствима придобивајући чланство и гласаче на изборима.

## Теорије моћи
1.Психолошка теорија: полази од моћи као људског нагона. Борба за опстанак је људска судбина. Људи се међусобно разликују по способностима, склоностима, посебно до духовној и интелектуалној снази, карактеру, издржљивости. 
Томас Хобс: „Држим да је на првом месту жудња за трајном и непрестано увек новом моћи, општим нагоном целог човечанства који завршава само смрћу“. Он наводи постојање природне потребе људи за потчињавањем и послушношћу општој власти ради свог добра. Али, у принципу воља за моћи је основа егзистенције и опстанка. 
Фридрих Ниче сматра да оно што човек хоће је вишак моћи. Адлер је под утицајем Ничеа нагон за моћи ставио изнад либида. Иза сваке неурозе, по Адлеру, стоји комплекс ниже вредности који се у тежњи за моћи компензира, управља збивањима у личности да би осигурао стабилност осећања и савладавање потчињености. 
И данас се у објашњавању моћи и власти посеже за психичким објашњењем структуре личности и њених нагона за моћи. Примери објашњавања су феномени фашизма, стаљинизма и други. 
2.Функционална теорија: полази од става да је друштво носилац моћи и да оно располаже њоме као целином. По њима моћ није дељива на групе и индивидуе (Парсонс-моћ је опште средство и метод у друштву). Моћ се налази код свих чланова као целине јер они њоме располажу. Моћ је условљена људским и друштвеним неједнакостима. Моћ је утицај којим појединци и групе располажу у остваривању одређеног интереса или циљева у једном систему. 
Моћ се најчешће оправдава и остварује помоћу власти и то путем институционалне структуре и силе којом ова располаже. Одатле је и настала потреба да се ограничи како институционална тако и појединачна моћ. До сада најефикаснији познати начини ограничавања су:
- Подела власти, одређивање њених оквира и досега;
- Провера власти, и њених поступака пред скупштином и бирачима;
- Путем опозиције, и њене контроле носилаца власти;
- Путем интересних група, те средстава информисања и могућности да се у демократских процесима искажу и супротна мишљења и изнесу аргументи.

У историји су чести примери манипулације и употребе превелике количине моћи којима се појединци или системи власти користе како би остварили интересе и циљеве. Таквим активностима се обично супростављају грађани различитим средствима. Тако су настали данас већ афирмисани покрети. Уколико су ти отпори већи и чешћи наступа стање конфликтности и нестабилности система. Обично се тада успоставља ново стање и правила, не само поретка моћи и власти већ друштва у целини. Промене су имале карактер великог насиља којим се користила владајућа моћ, али и отпор грађана против таквог стања моћи.